# Associazione Sportiva Bari 2013-2014
Questa voce raccoglie le informazioni riguardanti l'Associazione Sportiva Bari nelle competizioni ufficiali della stagione 2013-2014.

## Stagione

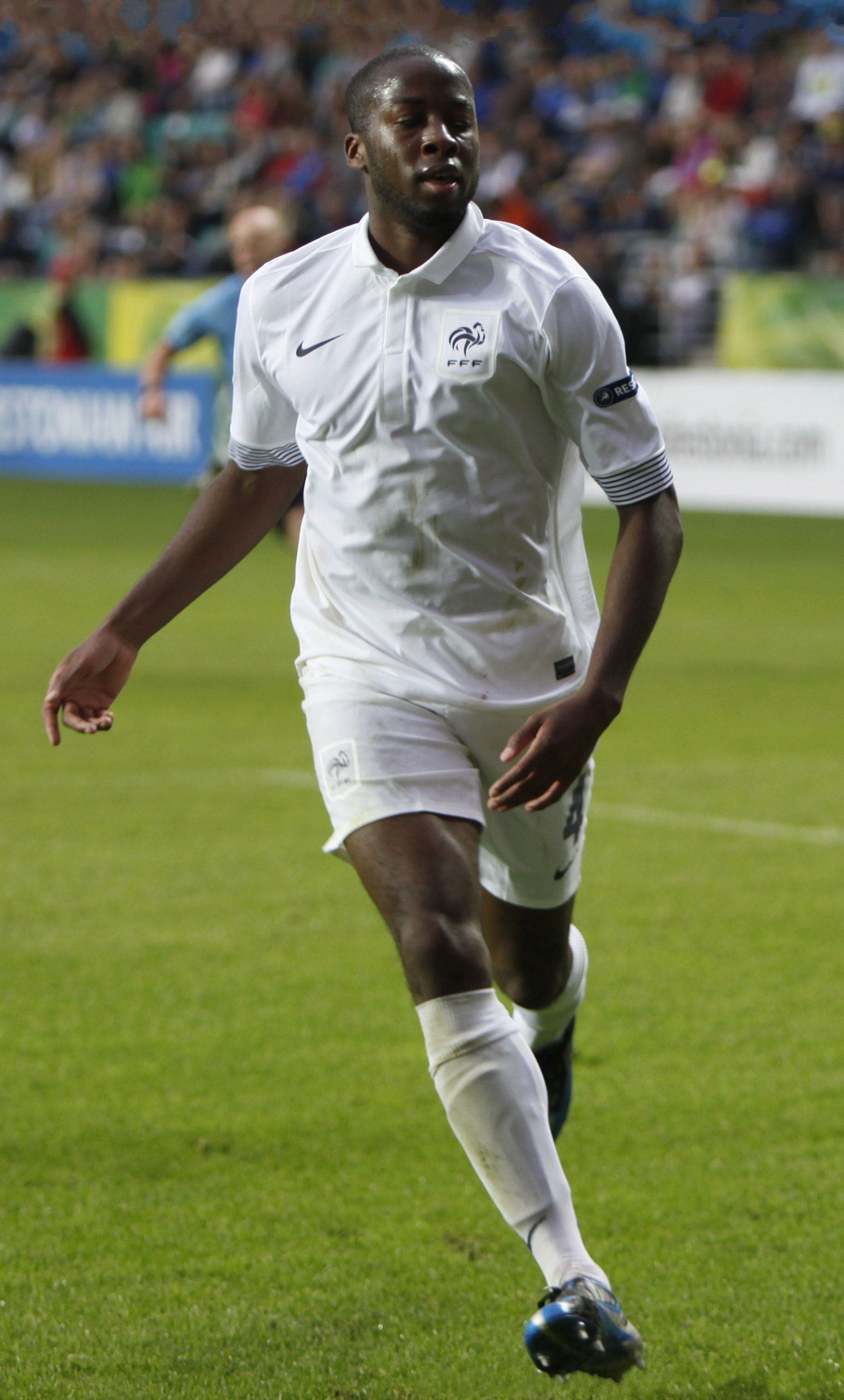
Richard Samnick, uno degli acquisti estivi del Bari

Dopo il fallimento della trattativa per la vendita della società, questa rimane alla famiglia Matarrese.
Andato via il direttore generale Garzelli, è confermato per il quarto anno di fila il direttore sportivo Guido Angelozzi, l'amministratore unico Francesco Vinella e il segretario Pietro Doronzo.
Viene ingaggiato come nuovo allenatore, dopo l'addio di Torrente passato alla Cremonese, Carmine Gautieri, reduce dall'esperienza di Lanciano. Dopo diciotto giorni, l'ex centrocampista biancorosso lascia la panchina della squadra pugliese che viene affidata a Roberto Alberti Mazzaferro con Nunzio Zavettieri allenatore in seconda e Giovanni Loseto collaboratore. Il Bari inizia anche questa stagione con una penalizzazione di 3 punti, di cui 2 per il mancato adempimento degli stipendi l'anno precedente e 1 per il calcioscommesse.
Il 10 marzo 2014 viene annunciato il fallimento dell'Associazione Sportiva Bari e le sorti della società sono affidate ai due curatori fallimentari Marcello Danisi e Gianvito Giannelli.
Con il dichiarato fallimento della società, la squadra torna a essere appoggiata da una grande parte della tifoseria che ricomincia a riempire gli spalti dello stadio San Nicola. Il gioco muta velocemente e il Bari comincia a collezionare vittorie su vittorie: inanella sette risultati utili consecutivi frutto di cinque vittorie contro Virtus Lanciano, Avellino, Trapani (rocambolesco 3-4 dopo un vantaggio iniziale per 2-0 del Trapani), Empoli e Varese e due pareggi (entrambi 0-0) contro Crotone e Cesena, risultati che portano il Bari dalla zona play-out a ridosso della zona play-off. Durante la partita contro il Cittadella viene registrato il record nazionale di spettatori di Serie B della stagione di 35.181 paganti stracciando il precedente record del 17 aprile 2014 contro il Latina di 32.528 spettatori.
Dopo la sconfitta con Latina il Bari colleziona cinque vittorie consecutive contro Padova, Ternana, Juve Stabia, Carpi e Cittadella portandosi in piena zona play-off nonostante il nuovo punto di penalizzazione comminato il 30 aprile 2014 dalla Disciplinare per violazione delle regole Co.Vi.Soc.
Il 30 maggio 2014 il Bari conclude il campionato al 7º posto e si è qualificato per il turno preliminare dei play-off che ha giocato il 3 giugno contro il Crotone, superato con il punteggio di 3-0 grazie alle reti di Galano, Joao Silva e Sciaudone (inventore, tra l'altro, dello slogan-tormentone "comprate la bari"). Nelle semifinali il Bari ha affrontato il Latina e sia all'andata che al ritorno il risultato è stato per 2-2 consentendo al Latina, in virtù del miglior piazzamento in classifica nella stagione regolare, di passare il turno. Nell'andata dell'8 giugno 2014, è stato raggiunto il nuovo record di spettatori massimi di 50.895.
Sul fronte societario, le aste del 18 aprile e del 12 maggio 2014 sono andate deserte. Alla terza asta, tenutasi il successivo 20 maggio con un prezzo base ribassato a due milioni (da tre milioni e mezzo), il Football Club Bari 1908 (sempre rappresentato da Paparesta), si aggiudica i beni aziendali prima appartenuti all'A.S. Bari per 4,8 milioni. tre giorni dopo viene stipulato il contratto di acquisto (e s'ha quindi l'ufficialità dell'acquisto stesso).
Il 29 gennaio 2015 è uscito nei cinema pugliesi il film documentario diretto dal regista Mario Bucci Una meravigliosa stagione fallimentare, che racconta tramite aneddoti e particolari la cavalcata della squadra biancorossa dalla zona retrocessione ai play-off nonostante il dichiarato fallimento.

## Divise e sponsor
Per la stagione 2013-2014, lo sponsor ufficiale è Fashion District, mentre lo sponsor tecnico è Erreà
| 1ª divisa | 2ª divisa | 3ª divisa |

## Organigramma societario[11][12]
Area direttiva
- Presidente: Francesco Vinella (amministratore unico fino al 10 marzo 2014), poi Gianluca Paparesta (dal 20 maggio 2014)
- Vice presidente: carica vacante
- Amministratore delegato: carica vacante
- Direttore generale: carica vacante
- Club manager: Gianluca Paparesta (dal 7 ottobre 2013 al 20 febbraio 2014)

Area organizzativa
- Segretario generale: Pietro Doronzo
- Team manager: Claudio Vino
- Responsabile stadio San Nicola: Pierfrancesco Barletta

Area comunicazione
- Responsabile area comunicazione: Master Group Sport
- Ufficio stampa: Fabio Foglianese

Area marketing
- Ufficio marketing: Master Group Sport

Area tecnica
- Direttore Sportivo: Guido Angelozzi
- Allenatore: Roberto Alberti
- Secondo allenatore: Nunzio Zavettieri
- Collaboratore tecnico: Giovanni Loseto
- Preparatori atletici: Mirco Spedicato, Giancarlo Curione, Nicola Bovino
- Preparatore dei portieri: Luca Righi

Area sanitaria
- Responsabile sanitario: Dott. Antonino Riggio
- Medico sociale: Dott. Massimo De Prezzo
- Medico osteopata: Dott. Nicolangelo Lupelli
- Fisioterapisti: Marco Vespasiani, Raffaele Petrone
- Biochimica dello sport: Dott. Sergio Logoluso
- Magazzinieri: Pasquale Lorusso, Vito Severino

## Rosa
| N. |                       | Ruolo | Calciatore           |
| -- | --------------------- | ----- | -------------------- |
| 1  | Italia (bandiera)     | P     | Enrico Guarna        |
| 2  | Italia (bandiera)     | D     | Stefano Sabelli      |
| 3  | Italia (bandiera)     | D     | Marco Chiosa         |
| 4  | Italia (bandiera)     | C     | Marco Romizi         |
| 5  | Uruguay (bandiera)    | D     | Diego Polenta        |
| 6  | Italia (bandiera)     | C     | Andrea De Falco      |
| 7  | Italia (bandiera)     | A     | Diego Albadoro       |
| 8  | Italia (bandiera)     | C     | Daniele Sciaudone    |
| 9  | Italia (bandiera)     | A     | Alessandro Marotta   |
| 9  | Albania (bandiera)    | A     | Edgar Çani           |
| 10 | Paraguay (bandiera)   | C     | Richard Lugo         |
| 11 | Italia (bandiera)     | C     | Cristian Galano      |
| 12 | Romania (bandiera)    | P     | Alexandru Pena       |
| 13 | Italia (bandiera)     | D     | Federico Masi        |
| 14 | Francia (bandiera)    | D     | Richard Samnick      |
| 15 | Grecia (bandiera)     | D     | Dimitrios Vosnakidis |
| 16 | Portogallo (bandiera) | A     | João Silva           |
| 17 | Italia (bandiera)     | C     | Giuseppe Statella    |
| 17 | Uruguay (bandiera)    | C     | Lores Varela         |

| N. |                                 | Ruolo | Calciatore                |
| -- | ------------------------------- | ----- | ------------------------- |
| 18 | Italia (bandiera)               | A     | Francesco Caputo          |
| 19 | Italia (bandiera)               | A     | Francesco Fedato          |
| 20 | Italia (bandiera)               | A     | Anthony Partipilo         |
| 20 | Italia (bandiera)               | D     | Damiano Zanon             |
| 21 | Italia (bandiera)               | C     | Marco Ezio Fossati        |
| 22 | Svizzera (bandiera)             | P     | Miodrag Mitrović          |
| 23 | Italia (bandiera)               | D     | Luca Ceppitelli           |
| 24 | Uruguay (bandiera)              | A     | Matias Alonso             |
| 25 | Italia (bandiera)               | C     | Marino Defendi (capitano) |
| 26 | Italia (bandiera)               | C     | Errico Altobello          |
| 26 | Bosnia ed Erzegovina (bandiera) | A     | Enis Nadarević            |
| 27 | Italia (bandiera)               | D     | Marco Calderoni           |
| 28 | Italia (bandiera)               | A     | Stefano Beltrame          |
| 29 | Italia (bandiera)               | C     | Vito Leonetti             |
| 30 | Italia (bandiera)               | C     | Salvatore Santeramo       |
| 33 | Italia (bandiera)               | C     | Gennaro Delvecchio        |
| 34 | Italia (bandiera)               | C     | Mario Mercadante          |
| 35 | Italia (bandiera)               | D     | Vincenzo Chiochia         |

## Calciomercato

### Sessione estiva[13]
| Acquisti | Acquisti                | Acquisti                | Acquisti          |
| R.       | Nome                    | da                      | Modalità          |
| -------- | ----------------------- | ----------------------- | ----------------- |
| P        | Enrico Guarna           | Spezia                  | definitivo        |
| P        | Miodrag Mitrović        | Chiasso                 | prestito          |
| D        | Marco Calderoni         | Chievo                  | compartecipazione |
| D        | Marco Chiosa            | Torino                  | prestito          |
| D        | Federico Masi           | Venezia                 | fine prestito     |
| D        | Richard-Quentin Samnick | Paris Saint-Germain     | definitivo        |
| D        | Stefano Sabelli         | Roma                    | definitivo        |
| C        | Marco Ezio Fossati      | Milan                   | prestito          |
| C        | Giuseppe Statella       | Pavia                   | fine prestito     |
| A        | Alessandro Marotta      | Benevento               | fine prestito     |
| A        | João Silva              | Levski Sofia            | definitivo        |
| A        | Matias Alonso           | Juventud de Las Piedras | definitivo        |
| A        | Stefano Beltrame        | Juventus                | prestito          |
| A        | Richard Lugo            | Sp. Carapeguá           | definitivo        |

| Cessioni | Cessioni            | Cessioni  | Cessioni          |
| R.       | Nome                | a         | Modalità          |
| -------- | ------------------- | --------- | ----------------- |
| P        | Eugenio Lamanna     | Genoa     | fine prestito     |
| D        | Martino Borghese    | Spezia    | definitivo        |
| D        | Claiton             | Chievo    | definitivo        |
| D        | Andrea Rossi        | Parma     | fine prestito     |
| C        | Gustavo Aprile      | -         | svincolato        |
| C        | Nicola Bellomo      | Torino    | definitivo        |
| D        | Stefan Ristovski    | Parma     | fine prestito     |
| C        | Idriz Toskic        | Chievo    | compartecipazione |
| A        | Francesco Grandolfo | Savona    | prestito          |
| A        | Antimo Iunco        | Chievo    | fine prestito     |
| A        | Abdelkader Ghezzal  | Parma     | fine prestito     |
| A        | Gadji Tallo         | Roma      | fine prestito     |
| A        | Armando Visconti    | Bisceglie | prestito          |

### Sessione invernale
| Acquisti | Acquisti             | Acquisti  | Acquisti   |
| R.       | Nome                 | a         | Modalità   |
| -------- | -------------------- | --------- | ---------- |
| C        | Gennaro Delvecchio   | Grosseto  | definitivo |
| A        | Enis Nadarević       | Genoa     | prestito   |
| D        | Damiano Zanon        | Benevento | prestito   |
| A        | Ignacio Lores Varela | Palermo   | prestito   |
| A        | Edgar Çani           | Catania   | prestito   |

| Cessioni | Cessioni           | Cessioni     | Cessioni     |
| R.       | Nome               | a            | Modalità     |
| -------- | ------------------ | ------------ | ------------ |
| A        | Alessandro Marotta | Grosseto     | prestito     |
| C        | Giuseppe Statella  | Pro Vercelli | definitivo   |
| D        | Errico Altobello   | Savona       | definitivo   |
| A        | Anthony Partipilo  | Cosenza      | prestito     |
| A        | Francesco Fedato   | Sampdoria    | comproprietà |
| C        | Andrea De Falco    | Juve Stabia  | prestito     |
| A        | Matías Alonso      | Defensor     | definitivo   |

## Risultati

### Serie B

#### Girone di andata
| Reggio Calabria 23 agosto 2013, ore 20:30 CEST 1ª giornata | Reggina             | 0 – 0 referto | Bari | Stadio Oreste Granillo (14.713 spett.)\| Arbitro: \| Merchiori (Ferrara) \| |
| Arbitro:                                                   | Merchiori (Ferrara) |               |      |                                                                             |

| Bari 31 agosto 2013, ore 20:30 CEST 2ª giornata | Bari             | 0 – 0 referto | Brescia | Stadio San Nicola (1.039 spett.)\| Arbitro: \| Fabbri (Ravenna) \| |
| Arbitro:                                        | Fabbri (Ravenna) |               |         |                                                                    |

| Arbitro: | Ciampi (Roma) |

|                                            |           |                          |
| Giannetti 6’ G. D'Agostino 8’ Paolucci 36’ | Marcatori | 39’ Calderoni 91’ Galano |

| Arbitro: | Bruno (Torino) |

|                |           |  |
| Ceppitelli 53’ | Marcatori |  |

| Arbitro: | Ostinelli (Como) |

|  |           |            |
|  | Marcatori | 12’ Galano |

| Arbitro: | Borriello (Mantova) |

|                              |           |              |
| Sciaudone 30’ Ceppitelli 73’ | Marcatori | 79’ Lafferty |

| Arbitro: | Chiffi (Padova) |

|             |           |  |
| Minotti 87’ | Marcatori |  |

| Arbitro: | La Penna (Roma) |

|              |           |  |
| D'Angelo 48’ | Marcatori |  |

| Arbitro: | Aureliano (Bologna) |

|                |           |                             |
| João Silva 67’ | Marcatori | 32’ Del Prete 62’ Pettinari |

| Arbitro: | Ghersini (Genova) |

|                      |           |            |
| Defrel 29’ Succi 38’ | Marcatori | 65’ Fedato |

| Arbitro: | Manganiello (Pinerolo) |

|                     |           |             |
| Terlizzi 80’ (aut.) | Marcatori | 51’ Mancosu |

| Arbitro: | Fabbri (Ravenna) |

|            |           |            |
| Tavano 11’ | Marcatori | 78’ Galano |

| Arbitro: | Saia (Palermo) |

|                               |           |                       |
| Galano 33’ Defendi 51’ (rig.) | Marcatori | 69’ (rig.) L. Falcone |

| Arbitro: | Maresca (Napoli) |

|             |           |  |
| Ghezzal 12’ | Marcatori |  |

| Arbitro: | Pasqua (Tivoli) |

|                 |           |                           |
| Defendi 9’, 32’ | Marcatori | 41’ Cuffa 55’ Vantaggiato |

| Arbitro: | Ghersini (Genova) |

|                 |           |          |
| Galano 10’, 33’ | Marcatori | 38’ Zito |

| Arbitro: | Ciampi (Roma) |

|           |           |             |
| Baraye 2’ | Marcatori | 73’ Marotta |

| Arbitro: | Bruno (Torino) |

|                             |           |                  |
| Ceppitelli 23’ Statella 91’ | Marcatori | 28’, 61’ Mbakogu |

| Arbitro: | Baracani (Firenze) |

|           |           |               |
| Perez 96’ | Marcatori | 63’ Calderoni |

| Arbitro: | Maresca (Napoli) |

|            |           |                         |
| Fedato 84’ | Marcatori | 50’ Carrozza 82’ Ebagua |

| Arbitro: | Chiffi (Padova) |

|  |           |               |
|  | Marcatori | 51’ Sciaudone |

#### Girone di ritorno
| Arbitro: | Ostinelli (Como) |

|  |           |           |
|  | Marcatori | 1’ Maicon |

| Arbitro: | Di Paolo (Avezzano) |

|                                    |           |               |
| Sodinha 66’ (rig.) Saba 84’ (rig.) | Marcatori | 30’ Sciaudone |

| Arbitro: | Manganiello (Pinerolo) |

|                             |           |                 |
| João Silva 2’ Defendi 45+1’ | Marcatori | 56’ Cappelluzzo |

| Arbitro: | Pasqua (Tivoli) |

|                                                  |           |  |
| Molina 26’, 62’ Babacar 56’ Mazzarani 84’ (rig.) | Marcatori |  |

| Arbitro: | Pairetto (Torino) |

|                |           |  |
| João Silva 75’ | Marcatori |  |

| Arbitro: | La Penna (Roma) |

|                         |           |            |
| Lafferty 61’ Dybala 81’ | Marcatori | 62’ Galano |

| Arbitro: | Gavillucci (Latina) |

|                |           |  |
| Ceppitelli 33’ | Marcatori |  |

| Arbitro: | Minelli (Varese) |

|                |           |  |
| João Silva 82’ | Marcatori |  |

| Crotone 22 marzo 2014, ore 15:00 CET 30ª giornata | Crotone             | 0 – 0 referto | Bari | Stadio Ezio Scida (4.596 spett.)\| Arbitro: \| Aureliano (Bologna) \| |
| Arbitro:                                          | Aureliano (Bologna) |               |      |                                                                       |

| Bari 25 marzo 2014, ore 20:30 CET 31ª giornata | Bari           | 0 – 0 referto | Cesena | Stadio San Nicola (19.407 spett.)\| Arbitro: \| Saia (Palermo) \| |
| Arbitro:                                       | Saia (Palermo) |               |        |                                                                   |

| Arbitro: | Bruno (Torino) |

|                                      |           |                                                        |
| Iunco 6’ Ciaramitaro 12’ Mancosu 57’ | Marcatori | 24’ Romizi 27’ Galano 36’ (rig.) Polenta 41’ Calderoni |

| Arbitro: | Manganiello (Pinerolo) |

|                                         |           |  |
| Sciaudone 21’ Galano 52’ João Silva 74’ | Marcatori |  |

| Arbitro: | Maresca (Napoli) |

|  |           |             |
|  | Marcatori | 43’ Defendi |

| Arbitro: | Ghersini (Genova) |

|  |           |           |
|  | Marcatori | 14’ Bruno |

| Arbitro: | Baracani (Firenze) |

|           |           |                                   |
| Cuffa 84’ | Marcatori | 26’ Ceppitelli 67’ (rig.) Polenta |

| Arbitro: | Aureliano (Bologna) |

|               |           |                                               |
| Antenucci 17’ | Marcatori | 34’ Nadarević 39’ Ceppitelli 90+7’ Delvecchio |

| Arbitro: | Borriello (Mantova) |

|                               |           |  |
| João Silva 8’ Galano 70’, 80’ | Marcatori |  |

| Arbitro: | Manganiello (Pinerolo) |

|             |           |                    |
| Mbakogu 86’ | Marcatori | 2’ Çani 56’ Romizi |

| Arbitro: | Fabbri (Ravenna) |

|          |           |  |
| Lugo 80’ | Marcatori |  |

| Arbitro: | Pairetto (Torino) |

|                                 |           |  |
| Ferrari 9’ (rig.) Bellomo 90+1’ | Marcatori |  |

| Arbitro: | Mariani (Aprilia) |

|                                               |           |              |
| Çani 62’, 74’ Polenta 82’ (rig.) Beltrame 86’ | Marcatori | 50’ González |

#### Play-off
| Arbitro: | Candussio (Cervignano del Friuli) |

|  |           |                                             |
|  | Marcatori | 28’ Galano 90+1’ João Silva 90+5’ Sciaudone |

| Arbitro: | Ostinelli (Como) |

|                         |           |                                  |
| Çani 67’ João Silva 79’ | Marcatori | 22’ (aut.) Polenta 90’ Ristovski |

| Arbitro: | Pinzani (Empoli) |

|                                |           |                               |
| Jonathas 81’ (rig.) Laribi 84’ | Marcatori | 73’ (rig.) Polenta 88’ Galano |

#### Coppa Italia
| Arbitro: | Roca (Foggia) |

|                                                     |                      |                                                |
| Albadoro 92’                                        | Marcatori            | 118’ (rig.) Torregrossa                        |
| Defendi Albadoro De Falco Marotta Claiton Sciaudone | Tiri di rigore 4 – 3 | Torregrossa Maita Talato Franchini Ganz Baraye |

| Arbitro: | Tommasi (Bassano del Grappa) |

|                            |           |  |
| Livaja 7’, 31’ De Luca 75’ | Marcatori |  |

### Statistiche di squadra
| Competizione | Punti | In casa | In casa | In casa | In casa | In casa | In casa | In trasferta | In trasferta | In trasferta | In trasferta | In trasferta | In trasferta | Totale | Totale | Totale | Totale | Totale | Totale | DR |
| Competizione | Punti | G       | V       | N       | P       | Gf      | Gs      | G            | V            | N            | P            | Gf           | Gs           | G      | V      | N      | P      | Gf     | Gs     | DR |
| ------------ | ----- | ------- | ------- | ------- | ------- | ------- | ------- | ------------ | ------------ | ------------ | ------------ | ------------ | ------------ | ------ | ------ | ------ | ------ | ------ | ------ | -- |
| Serie B      | 63    | 21      | 12      | 5       | 4       | 30      | 16      | 21           | 7            | 5            | 9            | 22           | 27           | 42     | 19     | 10     | 13     | 52     | 43     | +9 |
| Coppa Italia |       | 1       | 0       | 1       | 0       | 1       | 1       | 1            | 0            | 0            | 1            | 0            | 3            | 2      | 0      | 1      | 1      | 1      | 4      | -3 |
| Totale       | 63    | 22      | 12      | 6       | 4       | 31      | 17      | 22           | 7            | 5            | 10           | 22           | 30           | 44     | 19     | 11     | 14     | 53     | 47     | +6 |

### Andamento in campionato
| Giornata  | 1  | 2  | 3  | 4  | 5  | 6  | 7  | 8  | 9  | 10 | 11 | 12 | 13 | 14 | 15 | 16 | 17 | 18 | 19 | 20 | 21 | 22 | 23 | 24 | 25 | 26 | 27 | 28 | 29 | 30 | 31 | 32 | 33 | 34 | 35 | 36 | 37 | 38 | 39 | 40 | 41 | 42 |
| --------- | -- | -- | -- | -- | -- | -- | -- | -- | -- | -- | -- | -- | -- | -- | -- | -- | -- | -- | -- | -- | -- | -- | -- | -- | -- | -- | -- | -- | -- | -- | -- | -- | -- | -- | -- | -- | -- | -- | -- | -- | -- | -- |
| Luogo     | T  | C  | T  | C  | T  | C  | T  | T  | C  | T  | C  | T  | C  | T  | C  | C  | T  | C  | T  | C  | T  | C  | T  | C  | T  | C  | T  | C  | C  | T  | C  | T  | C  | T  | C  | T  | T  | C  | T  | C  | T  | C  |
| Risultato | N  | N  | P  | V  | V  | V  | P  | P  | P  | P  | N  | N  | V  | P  | N  | V  | N  | N  | N  | P  | V  | P  | P  | V  | P  | V  | P  | V  | V  | N  | N  | V  | V  | V  | P  | V  | V  | V  | V  | V  | P  | V  |
| Posizione | 22 | 21 | 22 | 19 | 16 | 10 | 12 | 15 | 19 | 20 | 19 | 19 | 17 | 18 | 18 | 16 | 17 | 19 | 16 | 18 | 15 | 18 | 18 | 17 | 17 | 17 | 17 | 17 | 17 | 17 | 17 | 14 | 13 | 13 | 13 | 13 | 12 | 9  | 7  | 6  | 9  | 7  |

Fonte:  Bari Serie B 2013-2014, su sport.sky.it, Sky Sport.it (archiviato dall'url originale il 13 aprile 2014).
Legenda:

Luogo: C = Casa; T = Trasferta. Risultato: V = Vittoria; N = Pareggio; P = Sconfitta.

### Statistiche dei giocatori
| Giocatore     | Serie B  | Serie B | Serie B     | Serie B    | Coppa Italia | Coppa Italia | Coppa Italia | Coppa Italia | Totale   | Totale | Totale      | Totale     |
| Giocatore     | Presenze | Reti    | Ammonizioni | Espulsioni | Presenze     | Reti         | Ammonizioni  | Espulsioni   | Presenze | Reti   | Ammonizioni | Espulsioni |
| ------------- | -------- | ------- | ----------- | ---------- | ------------ | ------------ | ------------ | ------------ | -------- | ------ | ----------- | ---------- |
| D. Albadoro   | 2        | 0       | 0           | 0          | 2            | 1            | 0            | 0            | 4        | 1      | 0           | 0          |
| M. Alonso     | 7        | 0       | 0           | 0          | 0            | 0            | 0            | 0            | 7        | 0      | 0           | 0          |
| E. Altobello  | 2        | 0       | 1           | 0          | 1            | 0            | 0            | 0            | 3        | 0      | 1           | 0          |
| S. Beltrame   | 23       | 1       | 3           | 0          | 0            | 0            | 0            | 0            | 23       | 1      | 3           | 0          |
| M. Calderoni  | 40       | 3       | 7           | 1          | 1            | 0            | 0            | 0            | 41       | 3      | 7           | 1          |
| E. Çani       | 14       | 3       | 2           | 0          | 0            | 0            | 0            | 0            | 14       | 3      | 2           | 0          |
| F. Caputo     | 0        | 0       | 0           | 0          | 0            | 0            | 0            | 0            | 0        | 0      | 0           | 0          |
| L. Ceppitelli | 38       | 6       | 11          | 1          | 1            | 0            | 0            | 0            | 39       | 6      | 11          | 1          |
| M. Chiosa     | 25       | 0       | 4           | 0          | 0            | 0            | 0            | 0            | 25       | 0      | 4           | 0          |
| Claiton       | 0        | 0       | 0           | 0          | 1            | 0            | 1            | 0            | 1        | 0      | 1           | 0          |
| M. Defendi    | 36       | 5       | 8           | 1          | 2            | 0            | 2            | 0            | 38       | 5      | 10          | 1          |
| G. Delvecchio | 14       | 1       | 3           | 1          | 0            | 0            | 0            | 0            | 14       | 1      | 3           | 1          |
| A. De Falco   | 11       | 0       | 3           | 0          | 2            | 0            | 0            | 0            | 13       | 0      | 3           | 0          |
| M.E. Fossati  | 23       | 0       | 12          | 1          | 1            | 0            | 0            | 0            | 24       | 0      | 12          | 1          |
| F. Fedato     | 14       | 2       | 5           | 0          | 1            | 0            | 0            | 0            | 15       | 2      | 5           | 0          |
| C. Galano     | 41       | 11      | 4           | 0          | 1            | 0            | 0            | 0            | 42       | 11     | 4           | 0          |
| E. Gjonaj     | 0        | 0       | 0           | 0          | 0            | 0            | 0            | 0            | 0        | 0      | 0           | 0          |
| E. Guarna     | 41       | -42     | 4           | 0          | 1            | -3           | 0            | 0            | 42       | -45    | 4           | 0          |
| J. Silva      | 40       | 6       | 3           | 0          | 0            | 0            | 0            | 0            | 40       | 6      | 3           | 0          |
| V. Leonetti   | 2        | 0       | 0           | 0          | 1            | 0            | 0            | 0            | 3        | 0      | 0           | 0          |
| L. Locci      | 0        | 0       | 0           | 0          | 0            | 0            | 0            | 0            | 0        | 0      | 0           | 0          |
| R. Lugo       | 20       | 1       | 2           | 0          | 0            | 0            | 0            | 0            | 20       | 1      | 2           | 0          |
| A. Marotta    | 9        | 1       | 2           | 0          | 1            | 0            | 0            | 0            | 10       | 1      | 2           | 0          |
| F. Masi       | 0        | 0       | 0           | 0          | 1            | 0            | 0            | 0            | 1        | 0      | 0           | 0          |
| M. Mercadante | 0        | 0       | 0           | 0          | 0            | 0            | 0            | 0            | 0        | 0      | 0           | 0          |
| N. Mitrovic   | 0        | 0       | 0           | 0          | 0            | 0            | 0            | 0            | 0        | 0      | 0           | 0          |
| E. Nadarević  | 10       | 1       | 1           | 1          | 0            | 0            | 0            | 0            | 10       | 1      | 1           | 1          |
| A. Partipilo  | 0        | 0       | 0           | 0          | 0            | 0            | 0            | 0            | 0        | 0      | 0           | 0          |
| A. Pena       | 1        | -1      | 0           | 0          | 1            | -1           | 0            | 0            | 2        | -2     | 0           | 0          |
| D. Polenta    | 30       | 3       | 6           | 1          | 0            | 0            | 0            | 0            | 30       | 3      | 6           | 1          |
| M. Romizi     | 30       | 2       | 10          | 1          | 1            | 0            | 0            | 0            | 31       | 2      | 10          | 1          |
| S. Sabelli    | 37       | 0       | 7           | 0          | 1            | 0            | 0            | 0            | 38       | 0      | 7           | 0          |
| R. Samnick    | 8        | 0       | 0           | 0          | 2            | 0            | 0            | 0            | 10       | 0      | 0           | 0          |
| S. Santeramo  | 0        | 0       | 0           | 0          | 0            | 0            | 0            | 0            | 0        | 0      | 0           | 0          |
| D. Sciaudone  | 40       | 5       | 13          | 0          | 1            | 0            | 1            | 0            | 41       | 5      | 14          | 0          |
| G. Statella   | 3        | 1       | 0           | 0          | 0            | 0            | 0            | 0            | 3        | 1      | 0           | 0          |
| I. Varela     | 8        | 0       | 0           | 0          | 0            | 0            | 0            | 0            | 8        | 0      | 0           | 0          |
| P. Vicino     | 0        | 0       | 0           | 0          | 0            | 0            | 0            | 0            | 0        | 0      | 0           | 0          |
| D. Vosnakidis | 1        | 0       | 0           | 0          | 0            | 0            | 0            | 0            | 1        | 0      | 0           | 0          |
| D. Zanon      | 11       | 0       | 0           | 1          | 0            | 0            | 0            | 0            | 11       | 0      | 0           | 1          |